# دایدونسان
دایدونسان (به لاتین: Daedunsan) یک کوه در کره جنوبی است که در Chungcheongnam-do, South Korea واقع شده‌است. دایدونسان ۸۷۸ متر بالاتر از سطح دریا واقع شده‌است.